# Las Charandas
Las Charandas är en ort i Mexiko.   Den ligger i kommunen Salvador Escalante och delstaten Michoacán de Ocampo, i den södra delen av landet, 280 km väster om huvudstaden Mexico City. Las Charandas ligger 1 898 meter över havet och antalet invånare är 169.
Terrängen runt Las Charandas är lite bergig. Runt Las Charandas är det ganska tätbefolkat, med 54 invånare per kvadratkilometer. Närmaste större samhälle är Ario de Rosales, 15,7 km söder om Las Charandas. I omgivningarna runt Las Charandas växer huvudsakligen savannskog.